# Ситеки
Ситеки е град в източната част на Есватини, разположен на запад от планината Лебомбо, с приблизително население от 6381 души към 2013 г.
Името на града е посочено като Стеги в преброяването от 1966 г., когато населението му е 1457 души. Преброяването от 1956 г. отчита 612 жители в Стеги.